# Trematocara marginatum
Trematocara marginatum är en fiskart som beskrevs av Boulenger, 1899. Trematocara marginatum ingår i släktet Trematocara och familjen Cichlidae. IUCN kategoriserar arten globalt som livskraftig. Inga underarter finns listade i Catalogue of Life.